# Justin Somper
Justin Somper (St Albans, ...) è uno scrittore inglese.
Dopo aver pubblicato alcuni libri sotto pseudonimo ha ideato la serie di libri Vampirates, avviata con l'opera Vampirates. I demoni dell'oceano, seguita da Vampirates. Marea di terrore.
In Italia i libri di Somper sono stati pubblicati dalla Mondadori.

## Opere
- Vampirates. I demoni dell'oceano (2005)
- Vampirates. Marea di terrore (2006)
- Vampirates. Dead deep
- Vampirates. Capitan Sangue (2007)
- Vampirates. Black Heart